# Emil Mereanu

Bustul lui Dumitru Theodor Neculuţă în Parcul Carol din București
Sculptor: Emil Mereanu

Emil (Emanoil) Mereanu (n. 11 iulie 1903, Roșiori de Vede, județul Teleorman – d. 3 august 1991, București) a fost un sculptor român, reprezentant al curentul modernist român, influențat la un moment dat și de realismul socialist.
A absolvit Academia de Arte Frumoase, promoția 1934, apoi Seminarul pedagogic „Titu Maiorescu”, în 1935. A beneficiat de bursa „D. Paciurea” în anii 1935-1936.
Ca sculptor a debutat în 1932 și a participat la expoziții colective din țară și străinătate. A avut expoziții personale la București, în 1932, 1935, 1937, la Anvers, Belgrad, Budapesta, Novi Sad, Tel Aviv 1984, Titograd, Zagreb 1966.

## Premii
- Premiul Ministerului Artelor, 1937,
- Premiul Tinerimea Artistică, 1938,
- Premiul Simu, 1943.
- Ordinul Muncii clasa a III-a, pentru merite deosebite în activitatea desfășurată în domeniul artelor plastice, 1963.[3]
- Ordinul „Meritul Cultural” clasa a III-a (1968) „pentru activitate deosebită în domeniul artelor plastice”[4]

## Opera (selecție)
- Bustul lui Dumitru Theodor Neculuță, amplasat în 1953 în Parcul Carol din București.[5]
- Bucurie, grup statuar amplasat în Parcul Floreasca din București.
- Bustul lui Andrei Jdanov, pentru Academia Ștefan Gheorghiu din București, sub influența realismului socialist.
- Monumentul Ostașului Român din Satu Mare, ridicat în 1963. Pe un soclu în formă de trunchi de piramidă, placat cu travertin, se află așezată statuia, cu o înălțime de 3,50 m, lucrată în piatră, care reprezintă un ostaș român, ținând în mâna stângă stindardul biruinței, tricolorul, ridicat în poziție verticală, iar în dreapta o ramură de stejar lipită de faldurile tricolorului, ca simbol al tăriei armatei române.[6]
- Obeliscul lui Avram Iancu, inaugurat în 1972 în orașul Baia de Criș, spre a comemora centenarul moții lui Iancu. Obeliscul, cu o înălțime de 8 m, este realizat în travertin de Banpotop, îl reprezintă pe Iancu în mărime naturală însoțit de scene simbolice din timpul revoluției de la 1848 și are următoarea inscripție: AVRAM IANCU 1824- 1872".[7]
- Monumentul Independenței din Craiova, inaugurat în anul 1980 în scuarul din fața Liceului de Arte Plastice. Constă dintr-o coloană de piatră de 13 m înălțime și un basorelief din beton placat cu travertin pe interiorul unui arc cu dimensiunile de 11 m lățime și 1,75 m înălțime. Pe fațada coloanei sunt înscriși anii centenarului Războiului de Independență: "1877-1878", iar basorelieful redă două momente din război: trecerea Dunării de către armata română și un atac al trupelor române contra celor turce.[8]
- Monumentul Independenței din Calafat, inaugurat în anul 1980. Comemorează eroii căzuți în timpul Războiului de Independență.[9]
- Statuia "Arta", la Casa de Cultură din Ploiești.